# Anthony Šerić
Anthony Šerić (Sydney, 1979. január 15. –) ausztrál születésű horvát válogatott labdarúgó, jelenleg a török Karabükspor játékosa. Posztját tekintve bal oldali védő.
A nemzeti csapat tagjaként részt vett az 1998-as labdarúgó-világbajnokságon, ahol a bronzérmet jelentő harmadik helyet szerezték meg. E mellett tagja volt a 2002-es és a 2006-os világbajnokságon szereplő válogatott keretinek is.

## Külső hivatkozások
- Anthony Šerić Archiválva 2012. november 7-i dátummal a Wayback Machine-ben – a FIFA.com honlapján
- Anthony Šerić – a National-football-teams.com honlapján